# 桃太郎传说外传
《桃太郎传说外传》是一款由Hudson Soft制作和发行的角色扮演类游戏。 游戏首先于1991年12月26日在日本地区Game Boy发行，之后在PC Engine和FC游戏机发行。
本游戏根据著名的日本桃太郎传说进行改编。游戏中玩家控制着故事中三个其他角色，进行三个分部不同的故事。